# Warren Skorodenski
Warren Skorodenski (nacido el 22 de marzo de 1960 en Winnipeg, Manitoba) es un portero profesional retirado canadiense de hockey sobre hielo. Frederick jugó un total de 35 partidos en la Liga Nacional de Hockey (NHL) con los Chicago Black Hawks y Edmonton Oilers.

## Carrera
Jugó para los New Brunswick Hawks, la filial de la AHL de los Black Hawks. Durante ese tiempo, pudo ganar el Harry "Hap" Holmes Memorial Award por ser el portero con los goles más bajos contra la media y compartió el premio con su compañero de equipo Bob Janecyk. Fue llamado por los Black Hawks durante la temporada 1981-82 de la NHL. Jugó 1 juego y fue enviado de vuelta a la AHL donde jugó 4 temporadas y 1 temporada en el CHL con las Estrellas del Sur de Birmingham. Durante la temporada 1984-85 de la NHL, fue llamado a filas y jugó como suplente de Murray Bannerman. Registró el porcentaje más alto de salvamento de la liga, con 0,903. En 1987, firmó un contrato con los Edmonton Oilers y jugó 3 juegos con ellos. Se retiró de jugar hockey profesional sobre hielo en 1990.